# Система Цермело — Френкеля
Систе́ма аксио́м Це́рмело — Фре́нкеля (ZF) — наиболее широко используемый вариант аксиоматической теории множеств, являющийся фактическим стандартом для оснований математики. Сформулирована Эрнстом Цермело в 1908 году как средство преодоления парадоксов теории множеств, и уточнена Абрахамом Френкелем в 1921 году.
К этой системе аксиом часто добавляют аксиому выбора, и называют системой Цермело — Френкеля с аксиомой выбора (ZFC, англ. Zermelo—Fraenkel set theory with the axiom of Choice).
Эта система аксиом записана на языке логики первого порядка. Существуют и другие системы; например, система аксиом фон Неймана — Бернайса — Гёделя (NBG) наряду с множествами рассматривает так называемые классы объектов, при этом она равносильна ZF в том смысле, что любая теорема о множествах (то есть не упоминающая о классах), доказуемая в одной системе, также доказуема и в другой.

## Определение
Теория множеств Цермело — Френкеля (ZF) — теория первого порядка с равенством с одним двуместным предикатным символом {\displaystyle \in } и следующими аксиомами:
1. {\displaystyle \forall A\forall B\ (\forall b\ (b\in A\leftrightarrow b\in B)\rightarrow A=B)} — аксиома объёмности (экстенсиональности);
2. {\displaystyle \forall A\ \exists D\ \forall c\ {\bigl (}c\in D\leftrightarrow \exists a\ (a\in A\ \land \ c\in a){\bigr )}} — аксиома объединения;
3. {\displaystyle \forall A\ \exists B\ \forall b\ (b\in B\leftrightarrow \forall d\ {\bigl (}d\in b\rightarrow d\in A{\bigr )})} — аксиома булеана;
4. {\displaystyle \exists A\ \exists E\ {\bigl (}\forall c\ \lnot {\bigl (}c\in E{\bigr )}\land E\in A\ \land \ \forall b\ (b\in A\rightarrow \forall c{\bigl (}\forall d{\bigl (}d\in c\leftrightarrow d=b\lor \forall a{\bigl (}a\in d\leftrightarrow a=b{\bigr )}{\bigr )}\rightarrow c\in A){\bigr )}{\bigr )}} — аксиома бесконечности;
5. {\displaystyle \forall A\ {\Bigl (}\exists a{\bigl (}a\in A{\bigr )}\rightarrow \exists b\ {\bigl (}b\in A\ \land \ \forall c\ (c\in b\rightarrow \lnot {\bigl (}c\in A){\bigr )}{\bigr )}{\Bigr )}} — аксиома регулярности;
6. {\displaystyle \forall x\ \forall y\ \forall z\ {\bigl (}\varphi [x,y]\land \varphi [x,z]\rightarrow y=z{\bigr )}\rightarrow \forall A\ \exists D\ \forall c\ {\bigl (}c\in D\leftrightarrow \exists b\ (b\in A\ \land \ \varphi [b,c]){\bigr )}} — схема преобразования.

Иногда также к этим аксиомам добавляют следующие:
- {\displaystyle \exists E\ \forall c\ \lnot {\bigl (}c\in E{\bigr )}} — аксиома пустого множества;
- {\displaystyle \forall a_{1}\forall a_{2}\ \exists C\ \forall b\ {\bigl (}b\in C\leftrightarrow (b=a_{1}\ \lor \ b=a_{2}){\bigr )}} — аксиома пары;
- {\displaystyle \forall A\ \exists C\ \forall b\ {\bigl (}b\in C\leftrightarrow b\in A\land \varphi [b]{\bigr )}} — схема выделения.

Однако эти аксиомы избыточны и могут быть выведены из основных.
Теория множеств Цермело — Френкеля с аксиомой выбора (ZFC) получается из ZF добавлением к списку аксиом ещё одной дополнительной аксиомы, называемой аксиомой выбора:
{\displaystyle \forall A\ {\bigl (}{\bigl (}\exists a{\bigl (}a\in A{\bigr )}\ \land \ \forall b\ (b\in A\rightarrow \exists a{\bigl (}a\in b{\bigr )}{\bigr )}\ \land \ \forall b_{1}\ \forall b_{2}\ \forall c\ (b_{1}\in A\land b_{2}\in A\land c\in b_{1}\land c\in b_{2}\rightarrow b_{1}=b_{2}{\bigr )}{\bigr )}\rightarrow {\bigl (}\exists D\ \forall b{\bigl (}b\in A\rightarrow \exists d{\bigl (}d\in b\land d\in D{\bigr )}\land \forall d_{1}\ \forall d_{2}\ {\bigl (}d_{1}\in b\land d_{2}\in b\land d_{1}\in D\land d_{2}\in D\rightarrow d_{1}=d_{2}{\bigr )}{\bigr )}{\bigr )}{\bigr )}} — аксиома выбора

## Пояснение к аксиомам ZFC
Аксиомы ZFC включают в себя:
0) группу высказываний о равенстве множеств (аксиома 1),
1) группу высказываний о существовании множеств (аксиомы 0, 6),
2) группу высказываний об образовании множеств из уже имеющихся множеств (аксиомы 2, 3, 4 и схемы 5, 7), в которой можно выделить три подгруппы,
3) группу высказываний об упорядоченности образованных множеств (аксиомы 8, 9).

### 0. Критерий равенства множеств в ZFC
Следующее высказывание выражает достаточное условие идентичности двух множеств.

#### Аксиома экстенсиональности (Аксиома объёмности)
{\displaystyle \forall A_{1}\forall A_{2}\ (\forall b\ (b\in A_{1}\leftrightarrow b\in A_{2})\to A_{1}=A_{2})}
Примечание
«Аксиому объёмности» можно сформулировать следующим образом: «Если каждый элемент первого множества принадлежит второму множеству, а каждый элемент второго множества принадлежит первому множеству, тогда оба множества идентичны.»
Необходимое условие идентичности двух множеств имеет вид {\displaystyle \forall A_{1}\forall A_{2}\ (A_{1}=A_{2}\to \forall b\ (b\in A_{1}\leftrightarrow b\in A_{2}))} и выводится из аксиом предиката {\displaystyle =}, а именно:
{\displaystyle \forall a\ (a=a)},
{\displaystyle \forall A_{1}\forall A_{2}\ (A_{1}=A_{2}\to (\varphi [A_{1}]\to \varphi [A_{2}]))}, где {\displaystyle \varphi [a_{1}]} — любое математически корректное суждение об {\displaystyle a_{1}}, а {\displaystyle \varphi [a_{2}]} — то же самое суждение, но об {\displaystyle a_{2}}.
Соединение указанного необходимого условия [идентичности множеств] с аксиомой объёмности даёт следующий критерий равенства множеств:
{\displaystyle \forall A_{1}\forall A_{2}\ (A_{1}=A_{2}\leftrightarrow \forall b\ (b\in A_{1}\leftrightarrow b\in A_{2})\ )}

### 1. Аксиомы ZFC о существовании множеств
«Аксиома объёмности» была бы бесполезным высказыванием, если бы не существовало ни одного множества или существовало только одно множество.
Следующие два высказывания гарантируют существование по меньшей мере двух разных множеств, а именно: а) множества, в котором нет ничего, и б) множества, содержащего бесконечное количество элементов.

#### 1.0Аксиома пустого множества
{\displaystyle \exists A\forall b\ (b\notin A)}
Примечание
«Аксиому [существования] пустого множества» можно сформулировать следующим образом: «Существует [по меньшей мере одно] множество без единого элемента.»
Доказывается, что «аксиома пустого множества» равносильна высказыванию {\displaystyle \exists !A\forall b\ (b\notin A)}. Поэтому единственному множеству {\displaystyle a} можно присвоить имя. Употребительны два имени: {\displaystyle \varnothing } и {\displaystyle \{\}}. Используя указанные имена, «аксиому пустого множества» записывают так:
{\displaystyle \forall b\ (b\notin \varnothing )} и {\displaystyle \forall b\ (b\notin \{\})}

#### 1.1Аксиома бесконечности
{\displaystyle \exists A\ (\varnothing \in A\ \land \ \forall b\ (b\in A\to b\cup \{b\}\in A)\ )}, где {\displaystyle b\cup \{b\}=\{c\colon c\in b\ \lor \ c=b\}}
Примечание
«Аксиому бесконечности» можно сформулировать следующим образом: «Существует [по меньшей мере одно] „бесконечное множество“, которое состоит из {\displaystyle \varnothing ,\ \ \varnothing \cup \{\varnothing \},\ \ \varnothing \cup \{\varnothing \}\cup \{\varnothing \cup \{\varnothing \}\},\ \ldots }.»
Высказывание о существовании бесконечного множества отличается от (ложного в данной аксиоматике) высказывания о существовании «множества всех множеств» ({\displaystyle \exists A\forall b\ (b\in A)}).

### 2. Аксиомы ZFC об образовании множеств
Следующие пять высказываний можно назвать аксиомами образования множеств [из имеющихся множеств, включая {\displaystyle \varnothing } и по меньшей мере одну {\displaystyle \infty }].
Каждое из этих пяти высказываний создано на основе высказывания {\displaystyle \forall A\exists b\ (b=\varphi [A])}, которое выводится из аксиом предиката {\displaystyle =}.
Эти пять высказываний можно объединить в следующие подгруппы:
2.0) группу постулатов об образовании множеств путём перечисления их элементов,
2.1) группу деклараций об учреждении и об упразднении семейств множеств,
2.2) группу схем образования множеств с помощью математически корректных суждений.

#### 2.0. Постулат об образовании множеств путём перечисления их элементов:Аксиома пары
Простейший способ образовать новое множество [из уже имеющихся множеств] состоит в том, чтобы «ткнуть пальцем» в каждое множество, которое должно стать элементом [образуемого множества]. В ZFC указанный способ образования множеств представлен одной аксиомой, в которой «тыканье пальцем» моделируется с помощью предиката {\displaystyle =}.
2.0 Аксиома пары
{\displaystyle \forall a_{1}\forall a_{2}\exists c\forall b\ (b\in c\leftrightarrow b=a_{1}\ \lor \ b=a_{2})}, что есть {\displaystyle \forall a_{1}\forall a_{2}\exists c\ (c=\{b\colon b=a_{1}\ \lor \ b=a_{2}\})}
Примечание
«Аксиому [неупорядоченной] пары» можно сформулировать следующим образом: «Из любых двух множеств можно образовать „неупорядоченную пару“, то есть такое множество {\displaystyle c}, каждый элемент {\displaystyle b} которого идентичен данному множеству {\displaystyle a_{1}} или данному множеству {\displaystyle a_{2}}».
Примеры
{\displaystyle 1.\ a_{1}=0\ \land \ a_{2}=1\Rightarrow \exists c\forall b\ (b\in c\leftrightarrow b=0\ \lor \ b=1)}
{\displaystyle 2.\ a_{1}=\varnothing \ \land \ a_{2}=\{\varnothing \}\Rightarrow \exists c\forall b\ (b\in c\leftrightarrow b=\varnothing \ \lor \ b=\{\varnothing \}\ )}
Доказывается, что «аксиома пары» равносильна высказыванию {\displaystyle \forall a_{1}\forall a_{2}\exists !c\forall b\ (b\in c\leftrightarrow b=a_{1}\ \lor \ b=a_{2})}. Поэтому единственному множеству {\displaystyle c} можно присвоить имя {\displaystyle \{a_{1},a_{2}\}}. Используя указанное имя, «аксиому пары» записывают так:
{\displaystyle \forall a_{1}\forall a_{2}\forall b\ (b\in \{a_{1},a_{2}\}\leftrightarrow b=a_{1}\ \lor \ b=a_{2})} или {\displaystyle \forall a_{1}\forall a_{2}\ (\{a_{1},a_{2}\}=\{b\colon b=a_{1}\ \lor \ b=a_{2}\})}

#### 2.1. Декларации об учреждении и об упразднении семейств множеств
Следующие две аксиомы, именуемые «аксиомой множества подмножеств» и «аксиомой объединения», можно рассматривать как естественное дополнение к «аксиоме пары». Чтобы убедиться в этом, заметим следующее.
Известно, что каждое множество {\displaystyle z} имеет подмножества, включая [копию пустого множества] {\displaystyle \varnothing } и [копию самого множества] {\displaystyle z}. Иначе говоря,
{\displaystyle \forall z\exists x\exists y\ (x\subseteq z\ \land \ y\subseteq z)\quad \land \quad \forall z\ (\varnothing \subseteq z\ \land \ z\subseteq z)}.
Руководствуясь «аксиомой пары», из названных подмножеств можно образовать неупорядоченную пару {\displaystyle \{\varnothing ,z\}}. Назовём эту пару семейством {\displaystyle Fam_{2}(z)}.
Если можно образовать семейство {\displaystyle Fam_{2}(z)} из двух подмножеств множества {\displaystyle z}, тогда можно объявить об образовании семейства {\displaystyle Fam_{a}(z)} из всех подмножеств множества {\displaystyle z}.
Чтобы объявить об образовании семейства {\displaystyle Fam_{a}(z)} достаточно потребовать, чтобы каждый элемент {\displaystyle b} названного семейства был подмножеством множества {\displaystyle z}, а каждое подмножество {\displaystyle b} названного множества было элементом семейства {\displaystyle Fam_{a}(z)}. Иначе говоря,
{\displaystyle \forall b\ (b\in Fam_{a}(z)\to b\subseteq z)\ \land \ \forall b\ (b\subseteq z\to b\in Fam_{a}(z)\ )},
что равносильно предложению
{\displaystyle \forall b\ (b\in Fam_{a}(z)\leftrightarrow b\subseteq z)},
которое подразумевает предложение
{\displaystyle \exists d\forall b\ (b\in d\leftrightarrow b\subseteq z)},
которое является частным случаем высказывания
{\displaystyle \forall a\exists d\forall b\ (b\in d\leftrightarrow b\subseteq a)}.
Если можно объявить об учреждении семейства {\displaystyle Fam_{a}(z)}, тогда можно объявить об упразднении названного семейства.
Мыслимы различные способы упразднения семейства {\displaystyle Fam_{a}(z)}, включая:
1) его полное упразднение (уничтожение), то есть {\displaystyle Del(Fam_{a}(z))=\varnothing }, что равносильно
{\displaystyle \forall c\ (c\in Del(Fam_{a}(z))\leftrightarrow c\in \varnothing )},
2) его фиктивное упразднение (резервирование), то есть {\displaystyle Fic(Fam_{a}(z))=Fam_{a}(z)}, что равносильно
{\displaystyle \forall c\ (c\in Fic(Fam_{a}(z))\leftrightarrow c\in Fam_{a}(z))},
3) его реверсивное упразднение (расформирование), то есть {\displaystyle Rev(Fam_{a}(z))=z}, что равносильно
{\displaystyle \forall c\ (c\in Rev(Fam_{a}(z))\leftrightarrow c\in z)}.
Поскольку
{\displaystyle c\in z\Leftrightarrow \{c\}\in Fam_{a}(z)\Leftrightarrow \exists b\ (b=\{c\}\ \land \ b\in Fam_{a}(z))\Leftrightarrow \exists b\ (c\in b\ \land \ b\in Fam_{a}(z))},
постольку предложение
{\displaystyle \forall c\ (c\in Rev(Fam_{a}(z))\leftrightarrow c\in z)}
равносильно предложению
{\displaystyle \forall c\ (c\in Rev(Fam_{a}(z))\leftrightarrow \exists b\ (c\in b\ \land \ b\in Fam_{a}(z))\ )},
которое подразумевает предложение
{\displaystyle \exists d\forall c\ (c\in d\leftrightarrow \exists b\ (c\in b\ \land \ b\in Fam_{a}(z))\ )},
которое является частным случаем высказывания
{\displaystyle \forall a\exists d\forall c\ (c\in d\leftrightarrow \exists b\ (c\in b\ \land \ b\in a)\ )}.
Из изложенного следует, что высказывания {\displaystyle \forall a\exists d\forall b\ (b\in d\leftrightarrow b\subseteq a)} и {\displaystyle \forall a\exists d\forall c\ (c\in d\leftrightarrow \exists b\ (c\in b\ \land \ b\in a)\ )} можно считать независимыми условно.

##### 2.1.0Аксиома множества подмножеств
{\displaystyle \forall a\exists d\forall b\ (b\in d\leftrightarrow b\subseteq a)}, что есть {\displaystyle \forall a\exists d\ (d=\{b\colon b\subseteq a\})}, где {\displaystyle b\subseteq a\Leftrightarrow \forall c\ (c\in b\to c\in a)}
Примечание
«Аксиому множества подмножеств» можно сформулировать следующим образом: «Из любого множества {\displaystyle a} можно образовать „суперкучу“, то есть множество {\displaystyle d}, состоящее из (собственных либо несобственных) подмножеств {\displaystyle b} данного множества {\displaystyle a}.»
Примеры
{\displaystyle 1.\ a=\varnothing \Rightarrow \exists d\forall b\ (b\in d\leftrightarrow b\in \{\varnothing \})}, так как {\displaystyle \forall a\ (\varnothing \subseteq a\land a\subseteq a)}
{\displaystyle 2.\ a=\{\varnothing \}\Rightarrow \exists d\forall b\ (b\in d\leftrightarrow b\in \{\varnothing ,\{\varnothing \}\})\Leftrightarrow \exists d\forall b\ (b\in d\leftrightarrow b=\varnothing \ \lor \ b=\{\varnothing \})}
{\displaystyle 3.\ a=\{1,2,3\}\Rightarrow \exists d\forall b\ (b\in d\leftrightarrow b\in \{\varnothing ,\{1\},\{2\},\{3\},\{1,2\},\{1,3\},\{2,3\},\{1,2,3\}\})}
{\displaystyle 4.\ a=\{a_{1},a_{2}\}\Rightarrow \exists d\forall b(b\in d\leftrightarrow b\in \{\varnothing ,\{a_{1}\},\{a_{2}\},\{a_{1},a_{2}\}\})}
Доказывается, что «аксиома множества подмножеств» равносильна высказыванию {\displaystyle \forall a\exists !d\forall b\ (b\in d\leftrightarrow b\subseteq a)}. Поэтому единственному множеству {\displaystyle d} можно присвоить имя {\displaystyle {\mathcal {P}}(a)}, которое произносится: «множество всех подмножеств [множества] {\displaystyle a}». Используя указанное имя, «аксиому множества подмножеств» записывают так:
{\displaystyle \forall a\forall b\ (b\in {\mathcal {P}}(a)\leftrightarrow b\subseteq a)} или {\displaystyle \forall a\ ({\mathcal {P}}(a)=\{b\colon b\subseteq a\})}

##### 2.1.1Аксиома объединения
{\displaystyle \forall a\exists d\forall c\ (c\in d\leftrightarrow \exists b\ (b\in a\ \land \ c\in b)\ )}, что есть {\displaystyle \forall a\exists d\ (d=\{c\colon \exists b\ (b\in a\ \land \ c\in b)\})}
Примечание
Аксиому объединения [множеств] можно сформулировать следующим образом: «Из любого семейства множеств можно образовать „кучу-малу“, то есть такое множество {\displaystyle d}, каждый элемент {\displaystyle c} которого принадлежит по меньшей мере одному множеству {\displaystyle b} данного семейства {\displaystyle a}».
Примеры
{\displaystyle 1.\ a={\mathcal {P}}(\varnothing )=\{\varnothing \}\Rightarrow \exists d\forall c\ (c\in d\leftrightarrow c\in \varnothing )}
{\displaystyle 2.\ a={\mathcal {P}}({\mathcal {P}}(\varnothing ))=\{\varnothing ,\{\varnothing \}\}\Rightarrow \exists d\forall c\ (c\in d\leftrightarrow c\in {\mathcal {P}}(\varnothing )\ )\Leftrightarrow \exists d\forall c\ (c\in d\leftrightarrow c\in \{\varnothing \})}
{\displaystyle {\begin{aligned}3.\ a=\{b_{1},b_{2},b_{3}\}=\{\{0,1\},\{1,2\},\{3\}\}\Rightarrow \exists d\forall c\ (c\in d\leftrightarrow c\in \{0,1\}\lor c\in \{1,2\}\lor c\in \{3\})\\\ \Leftrightarrow \exists d\forall c\ (c\in d\leftrightarrow c\in \{0,1,2,3\})\end{aligned}}}
{\displaystyle 4.\ a=\{b,\{b\}\}\Rightarrow \exists d\forall c\ (c\in d\leftrightarrow c\in b\cup \{b\})\Leftrightarrow \exists d\forall c\ (c\in d\leftrightarrow c\in b\ \lor \ c=b)}
{\displaystyle 5.\ a=(a_{1},a_{2})=\{\{a_{1}\},\{a_{1},a_{2}\}\}=\{\{a_{1},a_{1}\},\{a_{1},a_{2}\}\}\Rightarrow \exists d\forall c\ (c\in d\leftrightarrow c\in \{a_{1},a_{2}\})}
{\displaystyle 6.\ a=\langle a_{1},a_{2}\rangle =\{a_{1},\{a_{1},a_{2}\}\}\Rightarrow \exists d\forall c\ (c\in d\leftrightarrow c\in a_{1}\cup \{a_{1},a_{2}\})}
{\displaystyle 7.\ a={\mathcal {P}}(\{a_{1},a_{2}\})=\{\varnothing ,\{a_{1}\},\{a_{2}\},\{a_{1},a_{2}\}\}\Rightarrow \exists d\forall c\ (c\in d\leftrightarrow c\in \{a_{1},a_{2}\})}
Доказывается, что аксиома объединения равносильна высказыванию {\displaystyle \forall a\exists !d\forall c\ (c\in d\leftrightarrow \exists b\ (b\in a\ \land \ c\in b)\ )}. Поэтому единственному множеству {\displaystyle d} можно присвоить имя {\displaystyle \cup \,a}, которое произносится: «объединение множеств семейства {\displaystyle a}». Используя указанное имя, аксиому объединения записывают так:
{\displaystyle \forall a\forall c\ (c\in \cup a\leftrightarrow \exists b\ (b\in a\ \land \ c\in b)\ )} или {\displaystyle \forall a\ (\cup a=\{c\colon \exists b\ (b\in a\ \land \ c\in b)\}\ )}.
Объединение множеств семейства {\displaystyle a} ({\displaystyle \cup a}) не следует путать с пересечением множеств семейства {\displaystyle a} ({\displaystyle \cap a}), о котором известно:
{\displaystyle \forall a\forall c\ (c\in \cap a\leftrightarrow \forall b\ (b\in a\to c\in b)}, то есть {\displaystyle \forall a\ (\cap a=\{c\colon \forall b\ (b\in a\to c\in b)\})}

#### 2.2. Схемы образования множеств с помощью математически корректных суждений
Среди математических высказываний встречаются аксиомы связи, включая:
а) аксиому связи между алгебраической операцией {\displaystyle +} (сложить) и алгебраической операцией {\displaystyle \cdot } (умножить)
{\displaystyle \forall x\forall y\forall z\ (x\in \mathbb {R} \land \ y\in \mathbb {R} \land z\in \mathbb {R} \to (x+y)\cdot z=x\cdot z+y\cdot z)},
б) аксиому связи между отношением порядка {\displaystyle \leq } (меньше или равно) и алгебраической операцией {\displaystyle +} (сложить)
{\displaystyle \forall x\forall y\forall z\ (x\in \mathbb {R} \land y\in \mathbb {R} \land z\in \mathbb {R} \to (x\leq y\to x+z\leq y+z))}
Следующие два высказывания, именуемые «схемой выделения» и «схемой преобразования», являются аксиомами связи между множествами (например, множеством {\displaystyle \{0,1\}}) и математически корректными суждениями (например, суждением {\displaystyle x\leq 0}).
«Схема выделения» и «схема преобразования» выражают следующую простую мысль: «Каждое математически корректное суждение об элементах любого множества приводит к образованию [того же самого или другого] множества.»
Математически корректные суждения, фигурирующие в «схеме выделения», позволяют «довести [до товарного вида]» множества, которые образованы, например, с помощью аксиомы множества подмножеств.
Математически корректные суждения, фигурирующие в «схеме преобразования», позволяют создавать «[математические] изделия» из [«неотёсанных»] множеств, образованных, например, с помощью аксиомы множества подмножеств.

##### 2.2.0Схема выделения
{\displaystyle \forall a\exists c\forall b\ (b\in c\leftrightarrow b\in a\ \land \ \Phi [b]\ )}, что есть {\displaystyle \forall a\exists c\ (c=\{b\colon b\in a\ \land \ \Phi [b]\}\ )}, где {\displaystyle \Phi [b]} — любое математически корректное суждение о {\displaystyle b}, но не о множестве {\displaystyle a} и не о множестве {\displaystyle c}.
Примечание
Схему выделения [подмножеств] можно сформулировать следующим образом: «Из каждого множества можно выделить [по меньшей мере одно] подмножество {\displaystyle c}, высказав суждение {\displaystyle \Phi } о каждом элементе {\displaystyle b} данного множества {\displaystyle a}.»
Примеры
{\displaystyle 1.\ (\Phi [x]\leftrightarrow x=x)\Rightarrow \forall a\exists c\forall b\ (b\in c\leftrightarrow b\in a\ \land \ b=b)}
{\displaystyle 2.\ (\Phi [x]\leftrightarrow x\neq x)\Rightarrow \forall a\exists c\forall b\ (b\in c\leftrightarrow b\in a\ \land \ b\neq b)}
{\displaystyle 3.\ (\Phi [x]\leftrightarrow x\in y)\Rightarrow \forall a\exists c\forall b\ (b\in c\leftrightarrow b\in a\ \land \ b\in y)}
{\displaystyle 4.\ (\Phi [x]\leftrightarrow x\notin y)\Rightarrow \forall a\exists c\forall b\ (b\in c\leftrightarrow b\in a\ \land \ b\notin y)}
{\displaystyle 5.\ (\Phi [x]\leftrightarrow x<2)\ \land \ a=\mathbb {N} \Rightarrow \exists c\forall b\ (b\in c\leftrightarrow b\in \mathbb {N} \ \land \ b<2)\Leftrightarrow \exists c\forall b\ (b\in c\leftrightarrow b\in \{0,1\})}
{\displaystyle {\begin{aligned}6.\ (\Phi [x]\leftrightarrow \exists k\ (k\in \mathbb {N} \land x=2k))\land a=\mathbb {N} \Rightarrow \exists c\forall b\ (b\in c\leftrightarrow b\in \mathbb {N} \land \exists k\ (k\in \mathbb {N} \land b=2k))\\\ \Leftrightarrow \exists c\forall b\ (b\in c\leftrightarrow b\in \{0,2,4,6,\ldots \})\end{aligned}}}
{\displaystyle {\begin{aligned}7.\ (\Phi [x]\ \leftrightarrow \ \exists u\exists v\ (u\in U\ \land \ v\in V\ \land \ x=(u,v)\ )\ )\quad \land \quad a={\mathcal {P}}({\mathcal {P}}(U\cup V))\\\ \Rightarrow \exists c\forall b\ (b\in c\leftrightarrow b\in {\mathcal {P}}({\mathcal {P}}(U\cup V))\ \land \ \exists u\exists v\ (u\in U\land v\in V\land b=(u,v)))\end{aligned}}}
Доказывается, что схема выделения равносильна высказыванию {\displaystyle \forall a\exists !c\forall b\ (b\in c\leftrightarrow b\in a\ \land \ \Phi [b]\ )}. Поэтому единственному подмножеству {\displaystyle c} можно присвоить имя {\displaystyle \{x\colon x\in a\land \Phi [x]\}}. Используя указанное имя, схему выделения записывают так:
{\displaystyle \forall a\forall b\ (b\in \{x\colon x\in a\land \Phi [x]\}\leftrightarrow b\in a\ \land \ \Phi [b]\ )}
или
{\displaystyle \forall a(\{x\colon x\in a\ \land \ \Phi [x]\}=\{b\colon b\in a\ \land \ \Phi [b]\}}
Схема выделения равносильна счётному множеству аксиом.

##### 2.2.1Схема преобразования
{\displaystyle \forall x\exists !y\ (\phi [x,y])\ \to \ \forall a\exists d\forall c\ (c\in d\leftrightarrow \exists b\ (b\in a\ \land \ \phi [b,c]\ )\ )}, что есть {\displaystyle \forall x\exists !y\ (\phi [x,y])\ \to \ \forall a\exists d\ (d=\{c\colon \exists b\ (b\in a\ \land \ \phi [b,c])\}\ )}
Примечание
Схему преобразования [множеств] можно сформулировать следующим образом: «Любое множество можно преобразовать в [то же самое или другое] множество {\displaystyle d}, высказав любое истинное математически корректное функциональное суждение {\displaystyle \phi } обо всех элементах {\displaystyle b} данного множества {\displaystyle a}.»
Примеры
{\displaystyle 1.\ (\phi [x,y]\leftrightarrow y=x)\Rightarrow \forall a\exists d\forall c\ (c\in d\leftrightarrow \exists b\ (b\in a\ \land \ c=b))\Leftrightarrow \forall a\exists d\forall c\ (c\in d\leftrightarrow c\in a)}
{\displaystyle {\begin{aligned}2.\ (\phi [x,y]\leftrightarrow y=x^{2})\ \land \ a=\{1,2,3\}\Rightarrow \exists d\forall c\ (c\in d\leftrightarrow \exists b\ (b\in \{1,2,3\}\ \land \ c=b^{2}))\\\ \Leftrightarrow \exists d\forall c\ (c\in d\leftrightarrow c\in \{1,4,9\})\end{aligned}}}
{\displaystyle 3.\ (\phi [x,y]\leftrightarrow y=f(x))\Rightarrow \forall a\exists d\forall c\ (c\in d\leftrightarrow \exists b\ (b\in a\ \land \ c=f(b)\ )\ )}
{\displaystyle {\begin{aligned}4.\ (\phi [x,y]\leftrightarrow (x=\varnothing \to y=a_{1})\land (x\neq \varnothing \to y=a_{2})\ )\quad \land \quad a={\mathcal {P}}({\mathcal {P}}(\varnothing ))=\{\varnothing ,\{\varnothing \}\}\\\ \Rightarrow \exists d\forall c\ (c\in d\leftrightarrow \exists b\ (b\in \{\varnothing ,\{\varnothing \}\}\land (b=\varnothing \to c=a_{1})\land (b\neq \varnothing \to c=a_{2})\ ))\\\ \Leftrightarrow \exists d\forall c\ (c\in d\leftrightarrow c=a_{1}\ \lor \ c=a_{2})\end{aligned}}}
{\displaystyle {\begin{aligned}5.\ (\phi [x,y]\leftrightarrow y=2x)\ \land \ a=\mathbb {N} \Rightarrow \exists d\forall c\ (c\in d\leftrightarrow \exists b\ (b\in \mathbb {N} \land c=2b))\\\ \Leftrightarrow \exists d\forall c\ (c\in d\leftrightarrow c\in \{0,2,4,6,\ldots \})\end{aligned}}}
{\displaystyle {\begin{aligned}6.\ (\phi [x,y]\leftrightarrow y=2x+1)\ \land \ a=\mathbb {N} \Rightarrow \exists d\forall c\ (c\in d\leftrightarrow \exists b\ (b\in \mathbb {N} \land c=2b+1))\\\ \Leftrightarrow \exists d\forall c\ (c\in d\leftrightarrow c\in \{1,3,5,7,\ldots \})\end{aligned}}}
{\displaystyle {\begin{aligned}7.\ (\phi [x,y]\leftrightarrow (x\in \mathbb {N} \ \land \ x<2\to y=x)\ \land \ (x\in \mathbb {N} \ \land \ \neg (x<2)\to y=1))\quad \land \quad a=\mathbb {N} \\\ \Rightarrow \exists d\forall c(c\in d\leftrightarrow \exists b(b\in \mathbb {N} \ \land \ (b\in \mathbb {N} \land b<2\to c=b)\ \land \ (b\in \mathbb {N} \land \neg (b<2)\to c=1)))\\\ \Leftrightarrow \exists d\forall c\ (c\in d\leftrightarrow c\in \mathbb {N} \ \land \ c<2)\Leftrightarrow \exists d\forall c\ (c\in d\leftrightarrow c\in \{0,1\})\end{aligned}}}
Доказывается, что в схеме преобразования множество {\displaystyle d} единственно. Поэтому указанному множеству можно присвоить имя {\displaystyle \{y\colon \exists x\ (x\in a\ \land \ \phi [x,y])\}}. Используя указанное имя, схему преобразования записывают так:
{\displaystyle \forall x\exists !y(\phi [x,y])\to \forall a\forall c\ (c\in \{y\colon \exists x\ (x\in a\ \land \ \phi [x,y])\}\leftrightarrow \exists b\ (b\in a\ \land \ \phi [b,c])\ )}
или
{\displaystyle \forall x\exists !y(\phi [x,y])\to \forall a(\{y\colon \exists x\ (x\in a\ \land \ \phi [x,y])\}=\{c\colon \exists b\ (b\in a\ \land \ \phi [b,c])\}\ )}
Схема преобразования равносильна счётному множеству аксиом.

### 3. Аксиомы ZFC об упорядоченности множеств
Следующие два высказывания определяют упорядоченность множеств, которые образованы из {\displaystyle \varnothing } и каждой {\displaystyle \infty } с помощью аксиом образования множеств.

#### 3.0Аксиома регулярности
{\displaystyle \forall a\ (a\neq \varnothing \to \exists b\ (b\in a\ \land \ \forall c\ (c\in b\to c\notin a)\ )\ )}
Примечание
«Аксиому регулярности» можно сформулировать следующим образом: «В любом семействе множеств есть [по меньшей мере одно] множество {\displaystyle b}, каждый элемент {\displaystyle c} которого не принадлежит данному семейству {\displaystyle a}.»
Примеры
{\displaystyle {\begin{aligned}1.\ a=\{x\}\Rightarrow a\neq \varnothing \Rightarrow \exists b\ (b\in \{x\}\land \forall c\ (c\in b\to c\notin \{x\})\ )\\\ \Leftrightarrow \exists b\ (b\in \{x\}\land \forall c\ (c\in \{x\}\to c\notin b))\Rightarrow \forall x(x\notin x)\\\ \Leftrightarrow \forall a(a\notin a)\Leftrightarrow \forall a\forall b\ (a\in b\ \lor \ b\in a\to a\neq b)\end{aligned}}}
Сравните с высказываниями {\displaystyle \forall a\ (a=a)} и {\displaystyle \forall a\ (a\not <a)}, а также {\displaystyle \forall a\forall b\ (a<b\ \lor \ b<a\to a\neq b)}.
{\displaystyle {\begin{aligned}2.\ a=\{x,y\}\Rightarrow a\neq \varnothing \Rightarrow \exists b\ (b\in \{x,y\}\ \land \ \forall c\ (c\in b\to c\notin \{x,y\}))\\\ \Rightarrow \forall x\forall y\ (x\in y\to y\notin x)\\\ \Leftrightarrow \forall a\forall b\ (a\in b\to b\notin a)\end{aligned}}}
Сравните с высказываниями {\displaystyle \forall a\forall b\ (a=b\to b=a)} и {\displaystyle \forall a\forall b\ (a<b\to b\not <a)}.
{\displaystyle {\begin{aligned}3.\ a=\{x,y,z\}\Rightarrow a\neq \varnothing \Rightarrow \exists b\ (b\in \{x,y,z\}\land \forall c\ (c\in b\to c\notin \{x,y,z\}))\\\ \Rightarrow \forall a\forall b\forall c\ (a\in b\land b\in c\to c\notin a)\end{aligned}}}
Сравните с высказываниями {\displaystyle \forall a\forall b\forall c\ (a=b\land b=c\to c=a)} и {\displaystyle \forall a\forall b\forall c\ (a<b\land b<c\to c\not <a)}.

#### 3.1Аксиома выбора
{\displaystyle {\begin{aligned}\forall a\ (a\neq \varnothing \land \forall b\ (b\in a\to b\neq \varnothing )\land \forall b_{1}\forall b_{2}\ (b_{1}\neq b_{2}\land \{b_{1},b_{2}\}\subseteq a\to b_{1}\cap b_{2}=\varnothing )\\\ \to \exists d\forall b\ (b\in a\to \exists c\ (b\cap d=\{c\})\ )\ )\end{aligned}}}
Примечание
«Аксиому выбора» можно сформулировать следующим образом: «Из любого семейства непустых попарно непересекающихся множеств можно выбрать „делегацию“, то есть такое множество {\displaystyle d}, в котором есть по одному элементу {\displaystyle c} от каждого множества {\displaystyle b} данного семейства {\displaystyle a}.»
Пример
Предположим, что семейство образовано из множества неотрицательных чётных чисел и множества неотрицательных нечётных чисел. В таком случае, выполнены все условия «аксиомы выбора», а именно:
{\displaystyle 1.\quad \{\{0,2,4,\ldots \},\ \{1,3,5,\ldots \}\}\neq \varnothing },
{\displaystyle 2.\quad \{0,2,4,\ldots \}\neq \varnothing \quad \land \quad \{1,3,5,\ldots \}\neq \varnothing },
{\displaystyle 3.\quad \{0,2,4,\ldots \}\ \cap \ \{1,3,5,\ldots \}=\varnothing }.
Следовательно, можно образовать по меньшей мере одну «делегацию» в составе одного «делегата» (например, числа ноль) от множества {\displaystyle \{0,2,4,\ldots \}} и одного «делегата» (например, числа один) от множества {\displaystyle \{1,3,5,\ldots \}}. Действительно:
{\displaystyle \{0,2,4,\ldots \}\ \cap \ \{0,1\}=\{0\}}.
{\displaystyle \{1,3,5,\ldots \}\ \cap \ \{0,1\}=\{1\}}.

## Историческая справка
По-видимому, первоначальный вариант теории множеств, умышленно названный немецким математиком Георгом Кантором учением о множествах, состоял из двух аксиом, а именно:
1) аксиомы объёмности {\displaystyle \forall a_{1}\forall a_{2}\ (\forall b\ (b\in a_{1}\leftrightarrow b\in a_{2})\to a_{1}=a_{2})}, которая позволяет сформулировать критерий равенства множеств,
2) «аксиомы математической свободы» {\displaystyle \forall a\exists b\forall c\ (c\in b\leftrightarrow \Phi [a,c])}, которая позволяет создавать множества с помощью «суждения свободы» {\displaystyle \Phi [a,c]}.
«Аксиома математической свободы» имеет рациональные следствия, включая следующие:
{\displaystyle \exists b\forall c\ (c\in b\leftrightarrow c\neq c)},
{\displaystyle \forall a\exists b\forall c\ (c\in b\leftrightarrow c=a)},
{\displaystyle \forall a\exists b\forall c\ (c\in b\leftrightarrow c=a\ \lor \ c=x)},
{\displaystyle \forall a\exists b\forall c\ (c\in b\leftrightarrow c\in a\land \Phi [c])},
{\displaystyle \forall a\exists b\forall c\ (c\in b\leftrightarrow c\subseteq a)},
{\displaystyle \forall a\exists b\forall c\ (c\in b\leftrightarrow \exists d\ (d\in a\land c\in d))}.
В 1903 году английский философ Бертран Рассел обратил внимание на следующее:
1) руководствуясь «аксиомой математической свободы», невозможно отличить «свободу» от «вседозволенности»,
2) выбрав в качестве {\displaystyle \Phi [a,c]} тривиальнейшее математическое суждение {\displaystyle c=c}, мы получаем высказывание о существовании «множества всех множеств» {\displaystyle \exists b\forall c\ (c\in b\leftrightarrow c=c)}, от которого «один шаг» до парадокса Рассела.
Эти критические высказывания о «немецком учении [о множествах]» побудили немецкого математика Эрнста Цермело заменить «аксиому математической свободы» такими её следствиями, которые не вызывали бы протеста у математиков.
В 1908 году в журнале Mathematische Annalen Эрнст Цермело опубликовал следующие семь аксиом:
1) аксиому объёмности (нем. Axiom der Bestimmtheit);
2) аксиому о существовании «элементарных множеств» (нем. Axiom der Elementarmengen) {\displaystyle \varnothing }, {\displaystyle \{a\}} и {\displaystyle \{a_{1},a_{2}\}}, которую можно записать в следующем виде:
{\displaystyle \exists a\forall b\ (b\notin a)\ \land \ \forall a\exists c\forall b\ (b\in c\leftrightarrow b=a)\ \land \ \forall a_{1}\forall a_{2}\exists c\forall b\ (b\in c\ \leftrightarrow \ b=a_{1}\ \lor \ b=a_{2})};
3) схему выделения (нем. Axiom der Aussonderung);
4) аксиому множества подмножеств (нем. Axiom der Potenzmenge);
5) аксиому объединения (нем. Axiom der Vereinigung);
6) аксиому выбора (нем. Axiom der Auswahl);
7) аксиому бесконечности (нем. Axiom der Unendlichkeit) в формулировке, отличной от современной формулировки.
Так «учение о множествах» превратилось в теорию множеств, а именно в теорию ZC [Zermelo set theory with the Axiom of Choice].
Последняя аксиома теории ZC (аксиома бесконечности) сблизила сторонников Георга Кантора со сторонниками Леопольда Кронекера, которые рассматривали множество натуральных чисел {\displaystyle \mathbb {N} } как священный грааль математики.
Предпоследняя аксиома теории ZC (аксиома выбора) стала предметом оживлённых математических дискуссий. Действительно, эта аксиома не является следствием «аксиомы математической свободы».
В 1922 году немецкий математик Абрахам Френкель и норвежский математик Туральф Скулем дополнили теорию ZC схемой преобразования. В результате теория ZC превратилась в теорию ZFC [Zermelo-Fraenkel set theory with the Axiom of Choice].
В 1925 году венгерский математик Джон фон Нейман дополнил теорию ZFC аксиомой регулярности. Одно из следствий этой аксиомы ({\displaystyle \forall a\ (a\notin a)}) «похоронило» и «множество всех множеств», и «парадокс Рассела».